# Капранов, Михаил Владимирович
Михаил Владимирович Капранов (род. 1927) — советский и российский учёный, кандидат технических наук, профессор.

## Биография
Родился 7 января 1927 года в Будённовске, Ставропольский край.
Детские годы провёл на Ставрополье. В 1942-1943 годах работал токарем на оборонном заводе в Москве. Затем с отличием окончил Московский электромеханический техникум, где заинтересовался радиотехникой В 1947 году поступил на Радиотехнический факультет Московского энергетического института. С этого момента вся жизнь Михаила Капранова связана с МЭИ.
Будучи студентом, занялся работами по космосу в конструкторском бюро МЭИ и после успешной защиты диплома в 1952 году был распределён на
кафедру Радиопередающих устройств (ныне – кафедра «Формирования и обработки радиосигналов»). Начав трудовую деятельность в качестве лаборанта, стал Заслуженным профессором МЭИ, отдав институту более 60 лет жизни.
Начиная с 1956 года, Капранов опубликовал ряд основополагающих работ по теории систем фазовой синхронизации в радиосвязи и управлении. В 1957 году защитил кандидатскую диссертацию. В начале 1990-х годов открыл на РТФ МЭИ новое научно-учебное направление по применению методов хаотической нелинейной динамики в радиоэлектронике применительно к задачам построения систем скрытной связи. Отдавал много сил подготовке молодых инженеров, выступал в качестве приглашенного лектора в высших учебных заведениях стран СЭВ — ГДР, Болгарии, Словакии, а также в Исламской республике Иран.
Невзирая на солидный возраст, Михаил Владимирович с 2005 года занимается разработкой нового класса широкополосных фрактальных сигналов с аддитивной структурой для специальных задач. Свои научные достижения вместе с учениками внедряет в учебный процесс вуза: создает новые учебные курсы, готовит аспирантов. Под его руководством защищён ряд кандидатских диссертаций по теории систем фазовой синхронизации, волоконно-оптических устройств, применению хаотических и фрактальных сигналов.

## Заслуги
- За большой трудовой вклад и плодотворную многолетнюю деятельность был удостоен в 2008 году премии МЭИ «Почет и признание».[3] Заслуженный профессор МЭИ. Награжден золотым почетным знаком МЭИ.
- Лауреат Государственной премии СССР (1986, за цикл работ "Теория фазовой синхронизации в радиотехнике и связи", опубликованный в 1964-1983 годах).
- Награжден знаком «Почетный радист СССР», медалью Циолковского, знаком высшей школы СССР «За отличные успехи в работе», медалью «Ветеран труда СССР» и другими наградами.